# Корнинское
Корнинское (укр. Корнинське, до 2016 г. — Радгоспное) — посёлок, входит в Попельнянский район Житомирской области Украины.
Население по переписи 2001 года составляло 1477 человек. Почтовый индекс — 13514. Телефонный код — 4137. Занимает площадь 3,281 км². Код КОАТУУ — 1824755402.

## История
В 1946 году указом ПВС УССР хутор  Сахарный совхоз переименован в Радгопсный.

## Местный совет
13514, Житомирська обл., Попільнянський р-н, смт. Корнин, вул. Жовтневої революції, 19